# Volkswagen Lupo Cup
Volkswagen Lupo Cup es un videojuego de carreras promocional de 2001 de Volkswagen. El juego como su nombre indica muestra el modelo de automóvil Volkswagen Lupo.

## Jugabilidad
En este juego se conduce el modelo Volkswagen Lupo en cuatro pistas diminutas. Es un juego de carreras minimalista, pero lo más destacado es un modo multijugador para hasta cuatro jugadores a través de LAN.
Las cuatro pistas son Nockenheim, Spah, Manco y Goldstone, que obviamente son alusiones a las pistas originales de F1: Hockenheim, Spa, Mónaco y Silverstone.
El modo para un jugador ofrece 3 opciones: Entrenamiento, Petit Prix y VW Lupo Cup. El entrenamiento es una sola carrera. El Petit Prix se lleva a cabo en una pista elegida, pero permite correr varias veces. VW Lupo Cup te lleva a todas las pistas. Tanto el Petite Prix como la VW Lupo Cup ofrecen un sistema de logros.
Se recogen monedas para tunear el vehículo. Hay disponibles opciones de tuneo para neumáticos, aceleración, frenos y agarre. Puede impulsar cada categoría hasta cuatro niveles. Se recogen llaves para reparar el daño que se recibe durante la carrera.